# Jean Penders

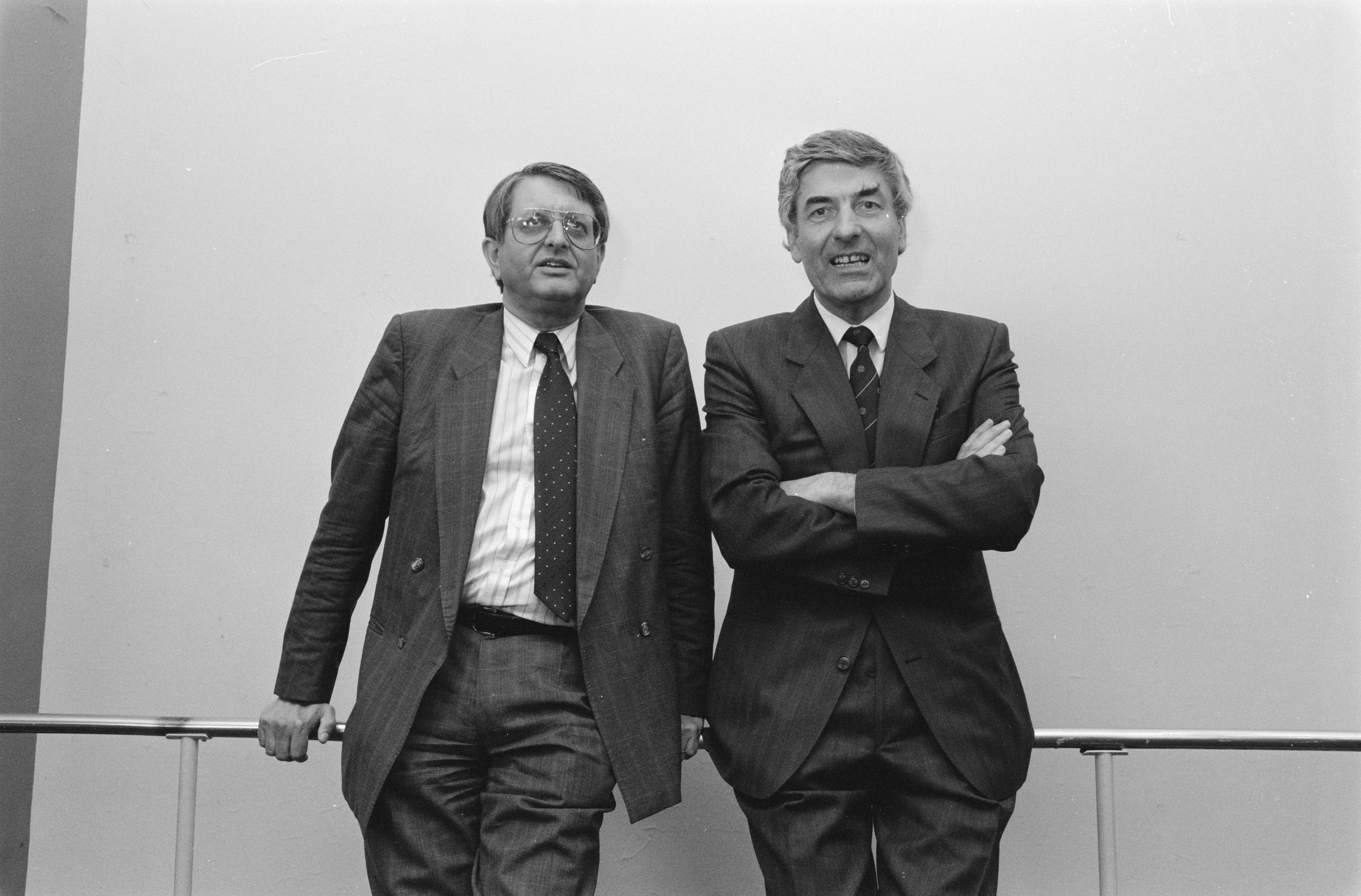
Lijsttrekker Jean Penders en premier Ruud Lubbers bij de CDA-partijraad in Hilversum op 27 mei 1989 voor de Europese Parlementsverkiezingen 1989

Johannes Josephus Maria (Jean) Penders (Gemert, 5 april 1939 – Leidschendam, 13 januari 2025) was een Nederlands politicus namens de KVP en het CDA.

## Loopbaan
Penders doorliep het gymnasium aan het Canisius College in Nijmegen, waar hij een klasgenoot was van Ruud Lubbers, en studeerde geschiedenis aan de Katholieke Universiteit Nijmegen. Hij was werkzaam op het Bureau ontwapening en internationale vredesvraagstukken van het ministerie van Buitenlandse Zaken, voor de KVP-fractie in de Tweede Kamer en als communicatiemedewerker voor de Wetenschappelijke Raad voor het Regeringsbeleid (WRR).
Penders werd in 1979 verkozen in het Europees Parlement. Daar hield hij zich met name bezig met internationale vraagstukken en defensie. Hij was CDA-lijsttrekker bij de Europese Parlementsverkiezingen 1989. In 1991 liep hij het voorzitterschap van de fractie van de Europese Volkspartij mis. In 1994 keerde hij niet terug en was daarna columnist voor onder meer de Volkskrant en NRC Handelsblad.
Penders overleed op 85-jarige leeftijd.
- Digitale Bibliotheek voor de Nederlandse Letteren: pend005
- Parlement.com: vg09llzikht5
- Virtual International Authority File: 1636749